# Scăueni
Scăueni – wieś w Rumunii, w okręgu Vâlcea, w gminie Berislăvești. W 2011 roku liczyła 491 mieszkańców.